# Département de Trancas
Le département de Trancas est une des 17 subdivisions de la province de Tucumán, en Argentine. Son chef-lieu est la ville de Trancas.
Le département a une superficie de 2 862 km2. Sa population s'élevait à 15 473 habitants, suivant le recensement de 2001 (source : INDEC).

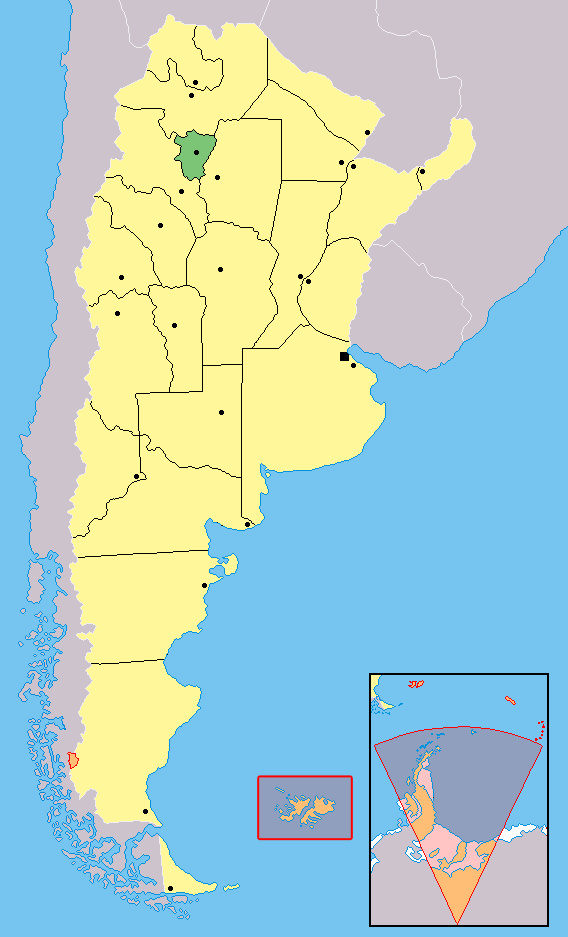
Localisation de la province de Tucumán en Argentine